# Aguilarite
L'aguilarite est un minéral sulfosel peu commun de formule Ag4SeS. Il a été décrit en 1891 et nommé en l'honneur de son découvreur Ponciano Aguilar.

## La description
L'aguilarite est gris plomb brillant sur les surfaces fraîches mais devient noir de fer terne lorsqu'elle est exposée à l'air. Le minéral se présente avec un habitus massif, sous forme de cristaux pseudododécaédriques allongés jusqu'à 3 cm, ou en intercroissances avec l'acanthite ou la naumannite.

## Découverte
À la fin du XIXe siècle, Ponciano Aguilar (1853-1935), surintendant de la mine San Carlos à Guanajuato, au Mexique, trouve plusieurs spécimens d'un minéral que l'on pense être de la naumannite,. Les échantillons remis pour identification à S. L. Penfield, s'avèrent être un nouveau minéral. Le minéral a été décrit dans l'American Journal of Science en 1891 et nommé aguilarite en l'honneur de Ponciano Aguilar. Lorsque l'Association minéralogique internationale a été fondée, l'aguilarite était considérée comme une espèce minérale valide, sous le symbole Agu.

## Occurrence
L'aguilarite est peu courante et se forme à des températures relativement basses dans des gisements hydrothermaux riches en argent et en sélénium, mais pauvres en soufre. Le minéral est connu dans un certain nombre de pays d'Amérique du Nord et du Sud, d'Europe, d'Asie et d'Australasie. L'aguilarite est associée à l'acanthite, la calcite, la naumannite, la pearcéite, la proustite, l'argent, la stéphanite et le quartz.

## Chimie et structure
En 2013, la chimie et la structure cristalline de l'aguilarite ont été réexaminées par Bindi et Pingitore. Cette réévaluation significative n'a pas discrédité son statut de minéral valide, mais elle l'a établi comme l'analogue en sélénium de l'acanthite au lieu de la naumannite riche en soufre. L'échantillon principalement étudié provenait de la Gem and Mineral Collection du Department of Geosciences de l'Université de Princeton.
Les travaux de Petruk et al. en 1974 a constitué la base des connaissances sur le système argent-soufre-sélénium pendant une quarantaine d'années. Ils ont indexé leurs diagrammes de diffraction des rayons X de l'aguilarite sur une cellule orthorhombique similaire à la naumannite. Bindi et Pingitore ont déterminé que l'aguilarite est, en fait, monoclinique et isostructurale à l'acanthite et non à la naumannite. Ils ont pensé que Petruk et al. n'ont pas pu voir des pics étroitement espacés, limités par un équipement à faible résolution, ce qui a fait que l'aguilarite ressemblait à la naumannite (séléniure d'argent(I)). De plus, un certain nombre d'incohérences dans les dimensions des cellules unitaires dans les travaux de 1974 révèlent que l'aguilarite n'a pas la même structure que la naumannite.
La structure cristalline de l'aguilarite est constituée de plans presque parallèles à (010) composés d'atomes non-métalliques à coordination tétraédrique et de triangles AgX3 (où X n'est pas un métal). Les plans sont reliés par des atomes d'argent à double coordination.
L'aguilarite fait partie de la série de solutions solides de type acanthite Ag2S–Ag2S0,4Se0,6. Le minéral comprend la gamme de 50 de pourcentage atomique de sélénium jusqu'à la transition de monoclinique à orthorhombique.